# Laanboom
Laanbomen zijn bomen die men vaak langs lanen, wegen en straten plant, zoals eik, beuk, iep, berk en plataan.
Om de karakteristieke vorm met een takvrije stam te verkrijgen, is het nodig in de eerste 10 tot 15 jaar regelmatig takken weg te snoeien. Dit wordt begeleidingssnoei genoemd.